# Synema pichoni
Synema pichoni es una especie de araña cangrejo del género Synema, familia Thomisidae, orden Araneae.

## Distribución
Esta especie se encuentra en China.

## Taxonomía
Fue descrita por Schenkel en 1963.
Tratamiento taxonómico
La especie aparece registrada y publicada en Ostasiatische Spinnen aus dem Muséum d’Histoire naturelle de Paris. Mémoires du Muséum National d’Histoire Naturelle de Paris (A, Zool.) 25: 1–481.